# Morska Stocznia Jachtowa im. Leonida Teligi
Morska Stocznia Jachtowa im. Leonida Teligi – stocznia jachtowa w Szczecinie Golęcinie; istniała w latach 1946-1997.

## Historia
Przedsiębiorstwo powstało po zakończeniu działań wojennych jako „Warsztaty Szkutnicze w Nowym Warpnie” i zajmowało się przede wszystkim remontami i konserwacją sprzętu rybackiego oraz sporadycznie – sportowego.
Na przełomie lat 1946/1947 przeniesiono je do Szczecina, na ul. Światowida 20 i obok dotychczasowych remontów rozpoczęto produkcję szalup ratunkowych, kajaków oraz niedużych jednostek sportowych o poszyciu drewnianym – krótkie serie joli o pow. żagla 10 i 20 m² oraz jachtów klasy HZ. W 1951 roku „Warsztaty Szkutnicze w Szczecinie” otrzymały nazwę „Stoczni Jachtowej”. Od 1 czerwca 1952 roku Stocznia podlegała Prezydium Wojewódzkiej Rady Narodowej w Szczecinie i zmieniono jej nazwę na „Szczecińską Stocznię Jachtową”. W tym czasie z powodu niewielkiego zapotrzebowania na usługi szkutnicze, przedsiębiorstwo zaczęło świadczyć usługi w dziedzinie krawiectwa, szewstwa czy konserwacji gaśnic.
W maju 1956 roku szczeciński Urząd Morski przekazał Stoczni nabrzeże „MAK 3" należące przed wojną do Ostseewerft. Odbudowano znajdujące się na nim hale produkcyjne, magazyny i warsztaty oraz uregulowano nabrzeże i w 1958 roku przeniesiono Szczecińską Stocznię Jachtową do obiektów przy ul. Światowida 6-10, gdzie prowadziło swoją działalność do połowy lat 90. XX wieku. Po przeniesieniu do nowej siedziby, działalność Stoczni zaczęła się rozwijać: w kwietniu 1959 roku Stocznia przejęła oddział produkcyjny gdyńskiego „Malmoru” funkcjonujący na terenie Stoczni Szczecińskiej im. Adolfa Warskiego i utworzyła z niego osobny oddział istniejący w strukturach przedsiębiorstwa do 1 lipca 1966 roku. Kolejny, trzeci oddział Stoczni – po „Malmorze” i pierwotnym „Golęcinie” zajmującym się budową (m.in. jachtów typu cadet a później również Carina, Folkboat, Vista i Micron eksportowane do Belgii, Francji, Holandii, Kanady, Szwecji, USA i Wielkiej Brytanii) i remontami jednostek pływających oraz kooperacji ze Stocznią im. Adolfa Warskiego w zakresie wyposażania statków i urządzeń pochylni – powstał w 1963 roku w Dąbiu wskutek przekazania przez LOK warsztatów szkutniczych i zajął się do 1967 roku produkcją drewnianych jachtów typu Vega, a następnie jachtów o poszyciu laminowanym.
W czerwcu 1970 roku Szczecińskiej Stoczni Jachtowej nadano imię Leonida Teligi, a 1 stycznia 1973 roku zmieniono jej nazwę na „Morską Stocznię Jachtową im. Leonida Teligi w Szczecinie”.
Na lata 1970-1980 przypada okres największych sukcesów Stoczni, większość jej produkcji jest przeznaczona na eksport.
Trudności finansowe po 1989 roku spowodowały upadek stoczni i poddanie jej nieruchomości licytacji 30.09.1994 r. 25 listopada 1994 r. w drodze przetargu przeszła na własność polsko-niemieckiej spółki „B und S”. 